# Minispódniczka

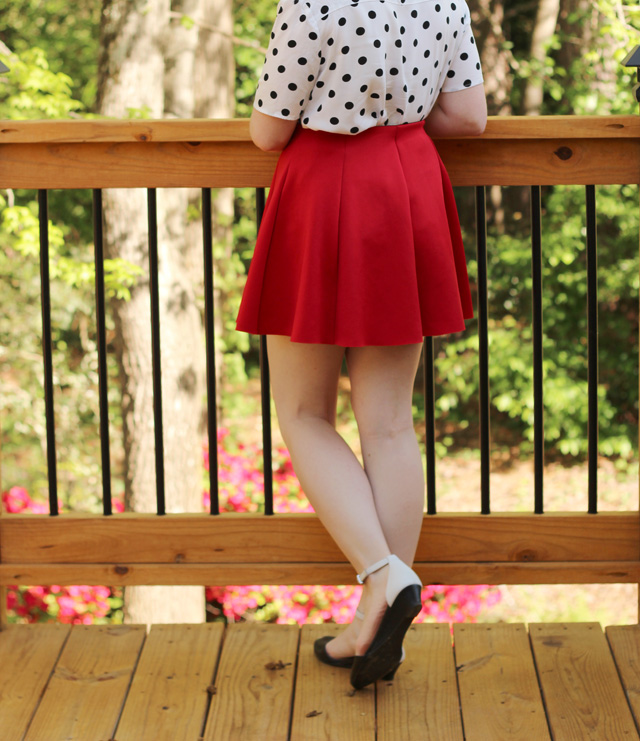
Minispódniczka

Minispódniczka (potocznie mini, spódniczka mini, miniówka, miniówa) – rodzaj krótkiej spódnicy, zwykle długości do połowy uda lub nieco krótsza.
Minispódniczki nosiły już kobiety z azjatyckiego ludu Miao w średniowieczu, a także spartańskie dziewczęta. W kulturze zachodniej spopularyzowana została w latach 60. XX wieku w Londynie, przez Mary Quant. Nowa moda szybko się przyjęła, gdyż w czasach tych coraz więcej kobiet ośmielała szerząca się rewolucja seksualna. W latach 80. i 90. nastąpiła przerwa w noszeniu mini, po czym w XXI wieku znów stała się ona modna.
Minispódniczka bywa wykorzystywana jako część stroju sportowego oraz przez czirliderki.
Występuje także jej krótsza odmiana – mikrospódnica.